# Залесе (гмина Свёнтники-Гурне)
Зале́се (пол. Zalesie) — село в Польше в сельской гмине Свёнтники-Гурне Краковского повета Малопольского воеводства.
Село располагается в 4 км от административного центра гмины города Свёнтники-Гурне и в 15 км от административного центра воеводства города Краков. Входит в городскую агломерацию Кракова.
В 1975—1998 годах село входило в состав Краковского воеводства.